# Leichtathletik-Europameisterschaften 1998/5000 m der Frauen

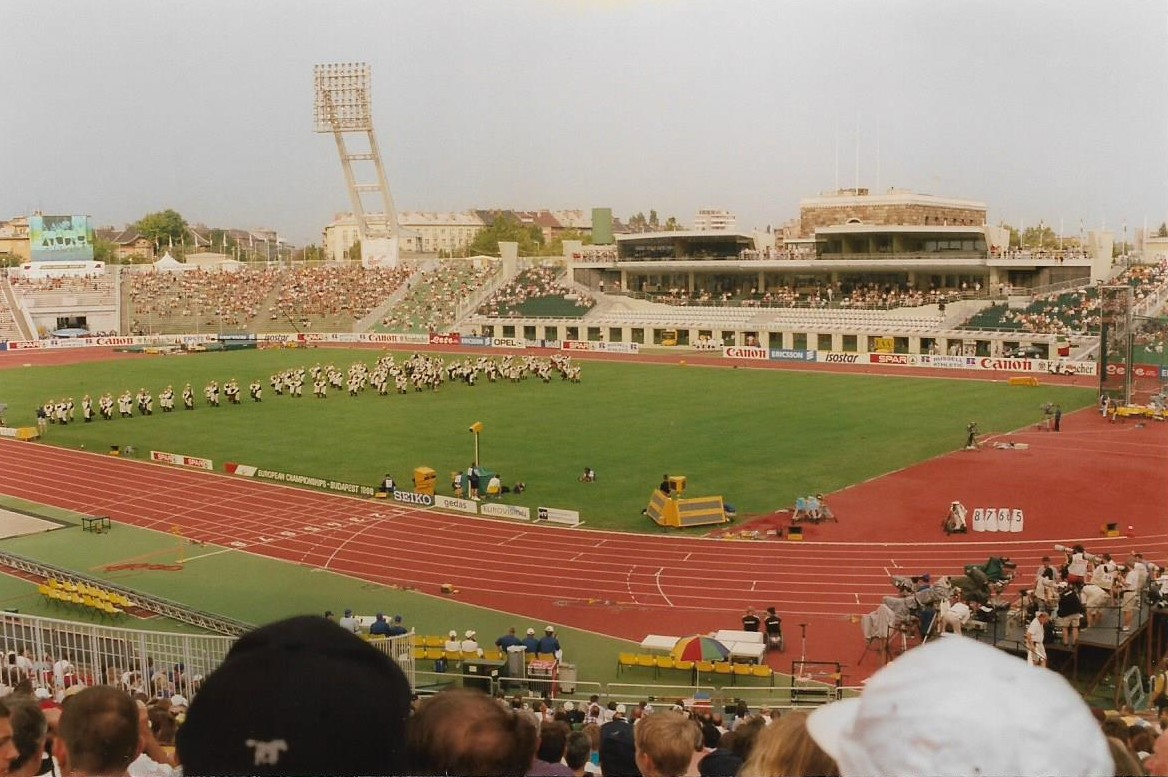
Das Népstadion von Budapest im Jahr 1998

Der 5000-Meter-Lauf der Frauen bei den Leichtathletik-Europameisterschaften 1998 wurde am 23. August 1998 im Népstadion der ungarischen Hauptstadt Budapest ausgetragen.
Erstmals betrug die Distanz der zweitlängsten Bahnstrecke bei Europameisterschaften für die Frauen wie auch für die Männer 5000 und nicht mehr wie zuvor 3000 Meter.
Europameisterin wurde die irische 3000-Meter-Europameisterin von 1994 und 5000-Meter-Weltmeisterin von 1995 Sonia O’Sullivan, die vier Tage zuvor bereits den Titel über 10.000 Meter errungen hatte.
Sie gewann vor der rumänischen Olympiasiegerin von 1996, Weltmeisterin von 1997 und EM-Dritten über 3000 Meter von 1994 Gabriela Szabo.
Bronze ging an die Spanierin Marta Domínguez.

## Bestehende Rekorde
| Weltrekord           | 14:28,09 min                                              | Jiang Bo                                                  | Shanghai, Volksrepublik China                             | 23. Oktober 1997                                          |
| Europarekord         | 14:36,45 min                                              | Fernanda Ribeiro                                          | Hechtel, Belgien                                          | 22. Juli 1995                                             |
| Meisterschaftsrekord | Wettbewerb erstmals im Programm von Europameisterschaften | Wettbewerb erstmals im Programm von Europameisterschaften | Wettbewerb erstmals im Programm von Europameisterschaften | Wettbewerb erstmals im Programm von Europameisterschaften |

Es wurde ein erster EM-Rekord aufgestellt, der für acht Jahre Gültigkeit haben sollte. Außerdem gab es einen neuen Landesrekord.
- Meisterschaftsrekord: 15:06,50 min – Sonia O’Sullivan (Irland), Rennen am 23. August
- Landesrekord: 15:16,61 min – Olivera Jevtić (Jugoslawien), Rennen am 23. August

## Legende
| DNF | Wettkampf nicht beendet (did not finish) |

## Durchführung
Bei nur 21 Teilnehmerinnen wurde auf eine Vorrunde verzichtet. Alle Läuferinnen traten gemeinsam zum Finale an.

## Resultat
23. August 1998
| Platz | Name                         | Nation         | Zeit (min)  |
| ----- | ---------------------------- | -------------- | ----------- |
| 1     | Sonia O’Sullivan             | Irland         | 15:06,50 CR |
| 2     | Gabriela Szabo               | Rumänien       | 15:08,31    |
| 3     | Marta Domínguez              | Spanien        | 15:10,54    |
| 4     | Olivera Jevtić               | BR Jugoslawien | 15:16,61 NR |
| 5     | Annemari Sandell             | Finnland       | 15:20,87    |
| 6     | Blandine Bitzner             | Frankreich     | 15:38,61    |
| 7     | Valerie Vaughan              | Irland         | 15:39,99    |
| 8     | Teresa Recio                 | Spanien        | 15:40,54    |
| 9     | Kristina da Fonseca-Wollheim | Deutschland    | 15:42,07    |
| 10    | Anikó Javos                  | Ungarn         | 15:53,18    |
| 11    | Olga Jegorowa                | Russland       | 15:54,82    |
| 12    | Dorte Vibjerg                | Dänemark       | 15:57,56    |
| 13    | Estíbaliz Urrutia            | Spanien        | 16:02,81    |
| 14    | Una English                  | Irland         | 16:03,62    |
| 15    | Dorota Gruca                 | Polen          | 16:05,68    |
| 16    | Jeļena Čelnova               | Lettland       | 16:21,75    |
| 17    | Yelena Kopytova              | Russland       | 16:26,41    |
| DNF   | Helena Javornik              | Slowenien      |             |
| DNF   | Éva Dóczi                    | Ungarn         |             |
| DNF   | Joalsiae Llado               | Frankreich     |             |
| DNF   | Swetlana Bajgulowa           | Russland       |             |

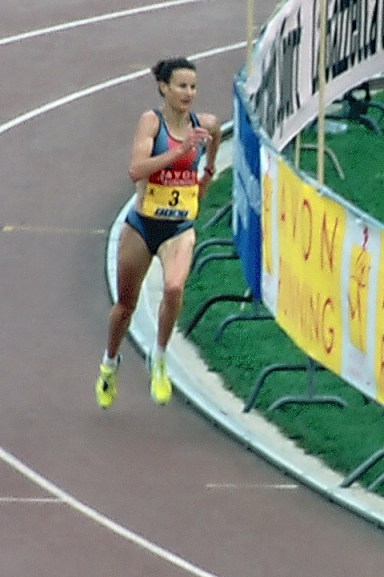
Doppeleuropameisterin über 5000 und 10.000 Meter Sonia O’Sullivan, 1995 Weltmeisterin und 1994 3000-Meter-Europameisterin
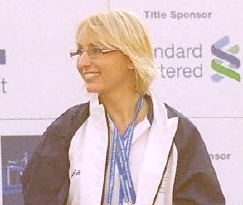
Vizeeuropameisterin Gabriela Szabo. sie war 1996 Olympiasiegerin, 1997 Weltmeisterin und 1994 EM-Dritte über 3000 Meter
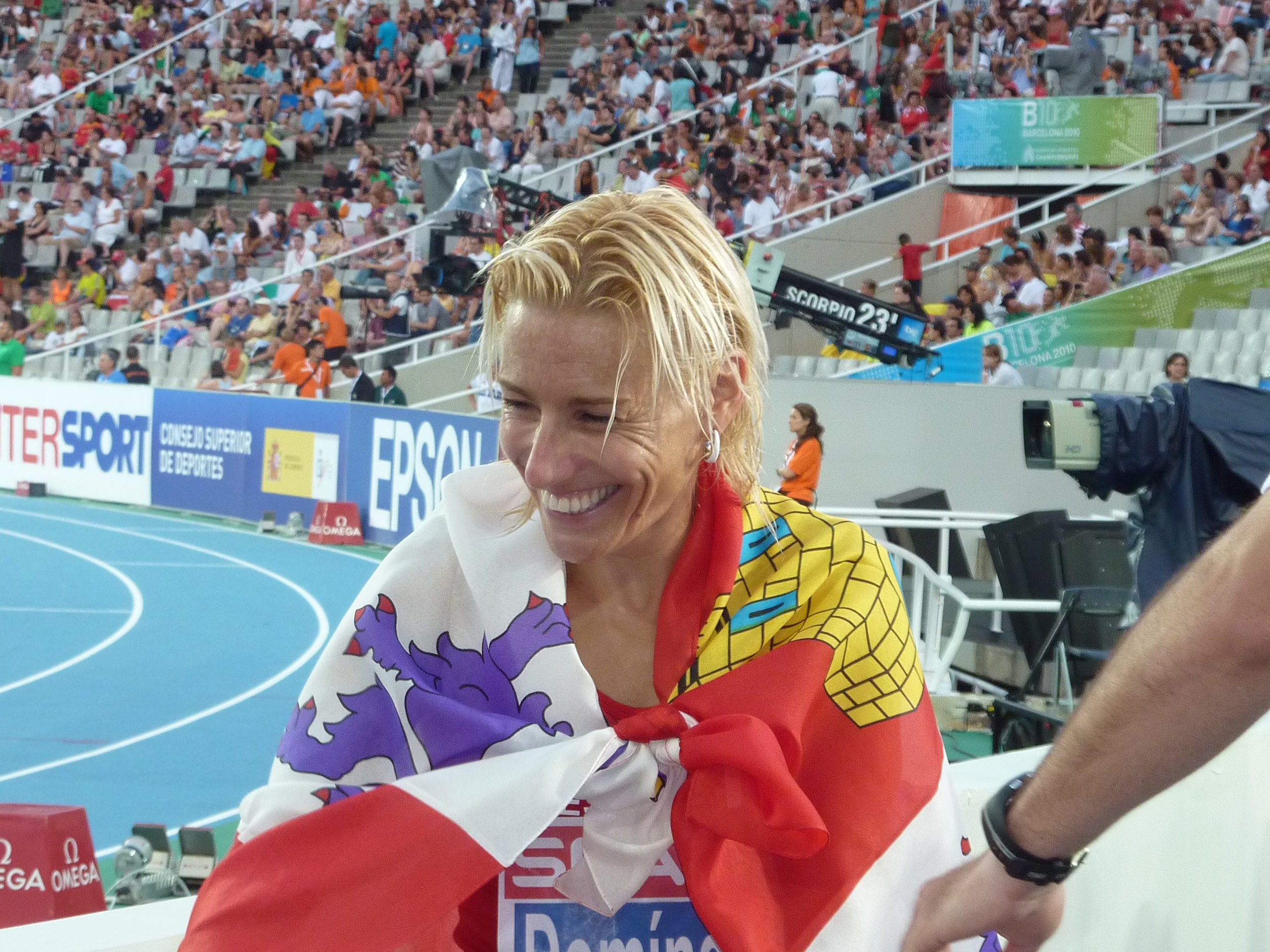
Bronzemedaillengewinnerin Marta Domínguez – sie wurde 2002 und 2006 Europameisterin auf dieser Strecke, später gab es für sie eine Dopingsperre

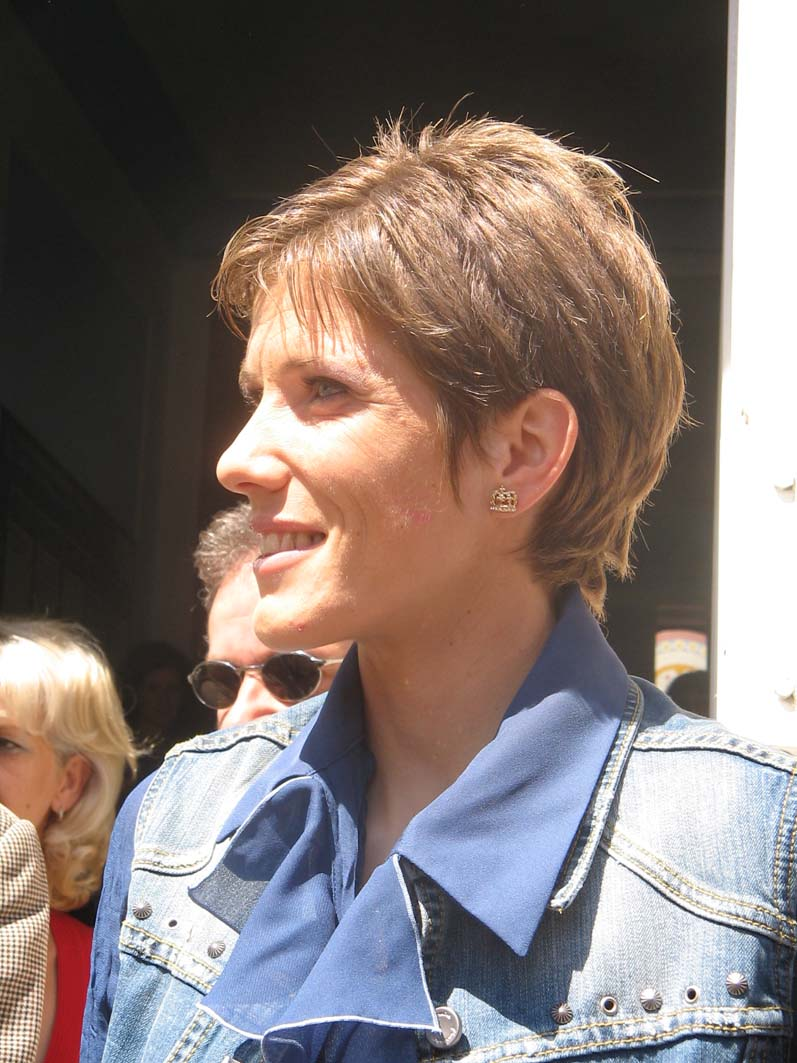
Olivera Jevtić stellte einen neuen jugoslawischen Rekord auf und kam wie schon über 10.000 Meter auf den vierten Platz
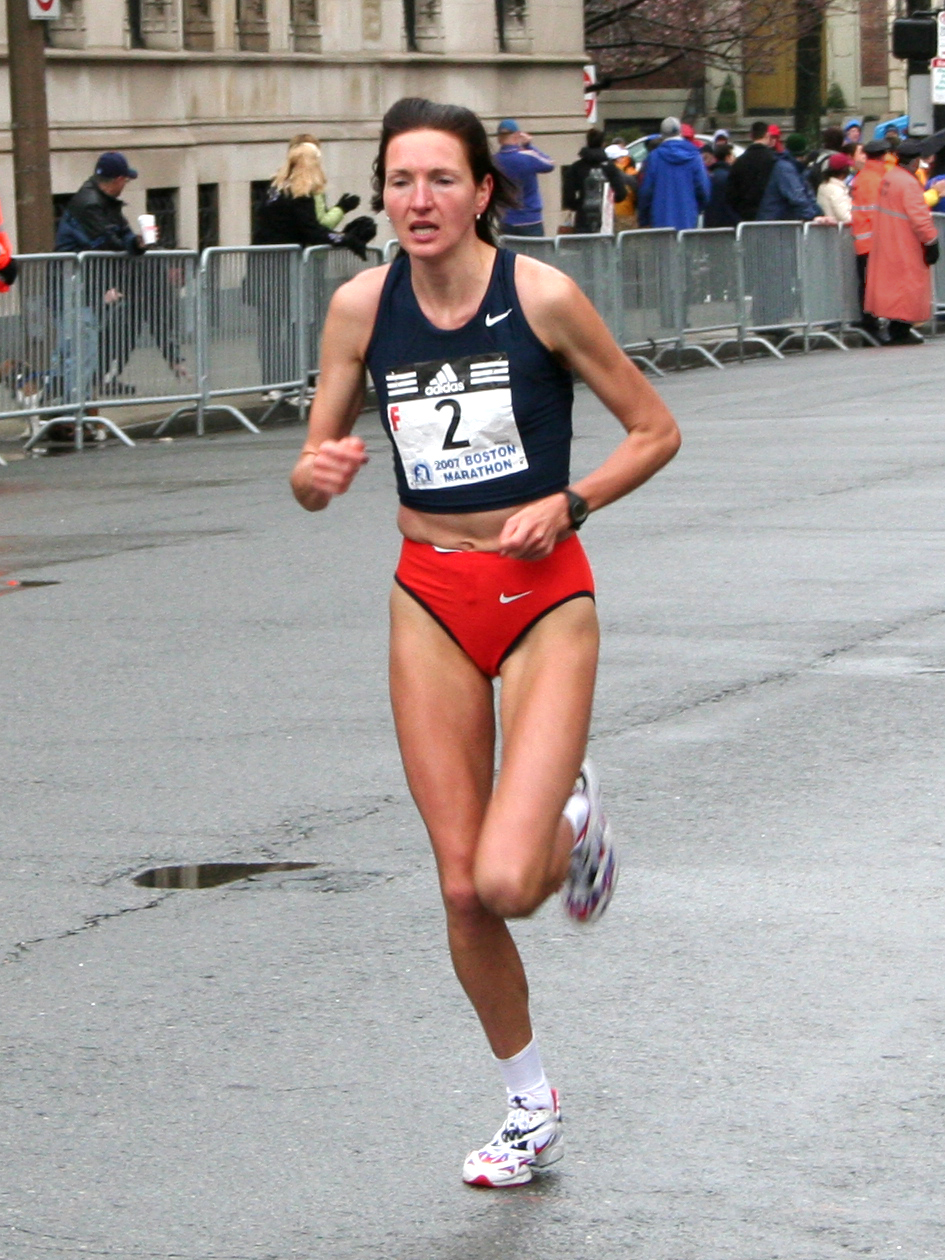
Jeļena Čelnova (hier beim Boston-Marathon 2007) belegte Rang sechzehn
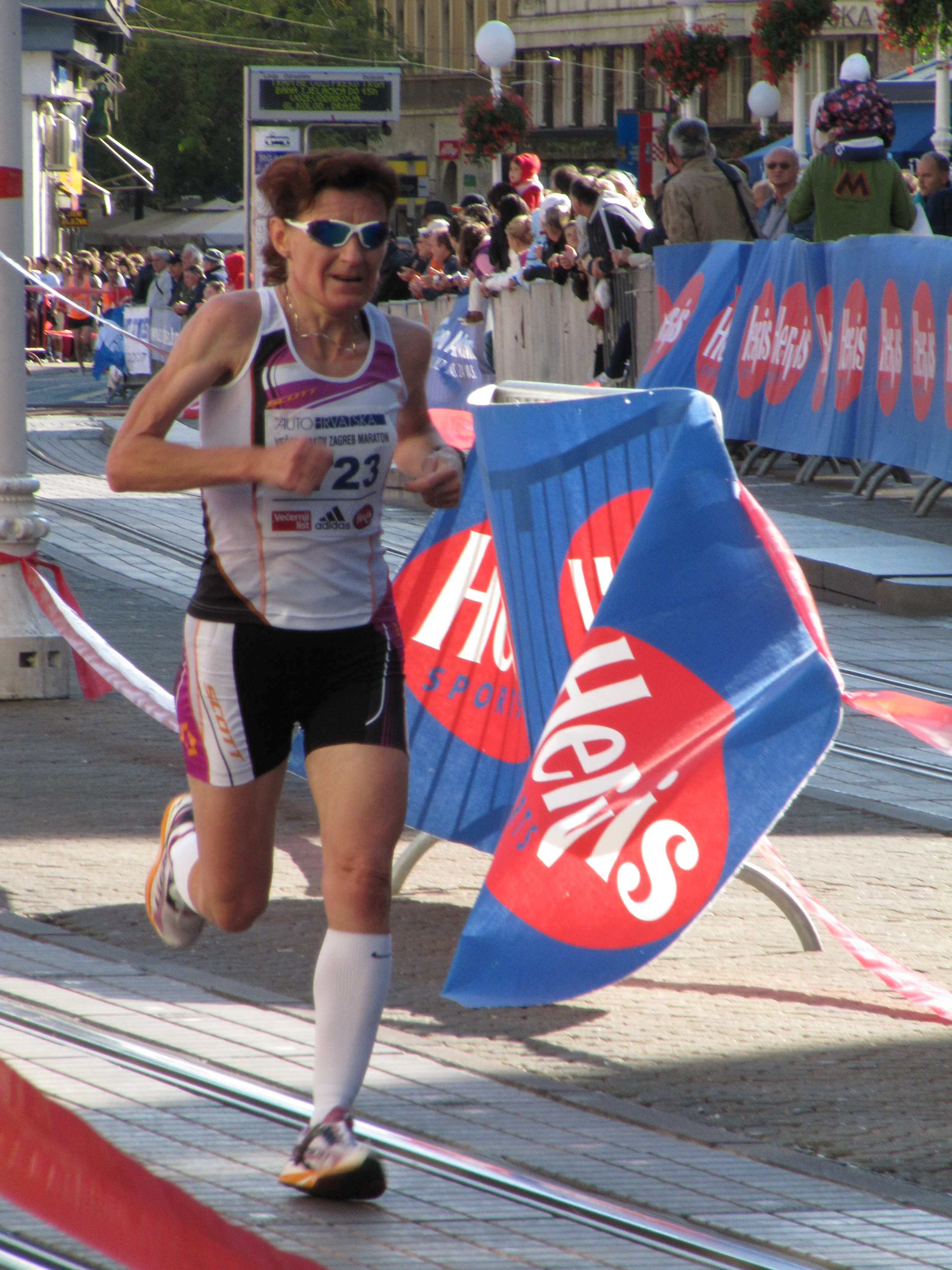
Helena Javornik – hier beim Marathon in Zagreb 2011 – beendete dieses Rennen nicht

## Videolinks
- Women's 5000m European Champs Budapest August 1998, youtube.com, abgerufen am 10. Januar 2023
- Women's 5000m European Champs Budapest 1998, youtube.com, abgerufen am 10. Januar 2023
- Sonia O'Sullivan 1998 European Championship 10000m & 5000m double Gold, youtube.com, abgerufen am 10. Januar 2023